# Varanus similis
Varanus similis este o specie de reptile din genul Varanus, familia Varanidae, descrisă de Mertens 1958. Conform Catalogue of Life specia Varanus similis nu are subspecii cunoscute.